# 플루복사민
플루복사민(fluvoxamine)은 선택적 세로토닌 재흡수 억제제(SSRI) 계열의 항우울제로 '듀미록스(Dumylox 또는 Dumirox)', '루복스(Luvox)' 등의 상품명으로 유통된다. 강박 장애의 치료에 주로 사용된다.